# Edward King-Tenison
Pour les articles homonymes, voir Tenison.
Edward King Tenison (21 janvier 1805 - 19 juin 1878), est un photographe et homme politique Whig et Libéral irlandais.

## Jeunesse et famille
Né en 1805 au Château Kilronan King-Tenison est le fils de Thomas Tenison et de Frances King,. Il est également le petit-fils d'Edward King (1er comte de Kingston), et cousin de Robert King, 6e comte de Kingston. Il fait ses études au Collège d'Eton et au Trinity College de Cambridge où il obtient une maîtrise avant, en 1825, de rejoindre l'armée et de servir comme officier du 14th Light Dragoons jusqu'en 1836.

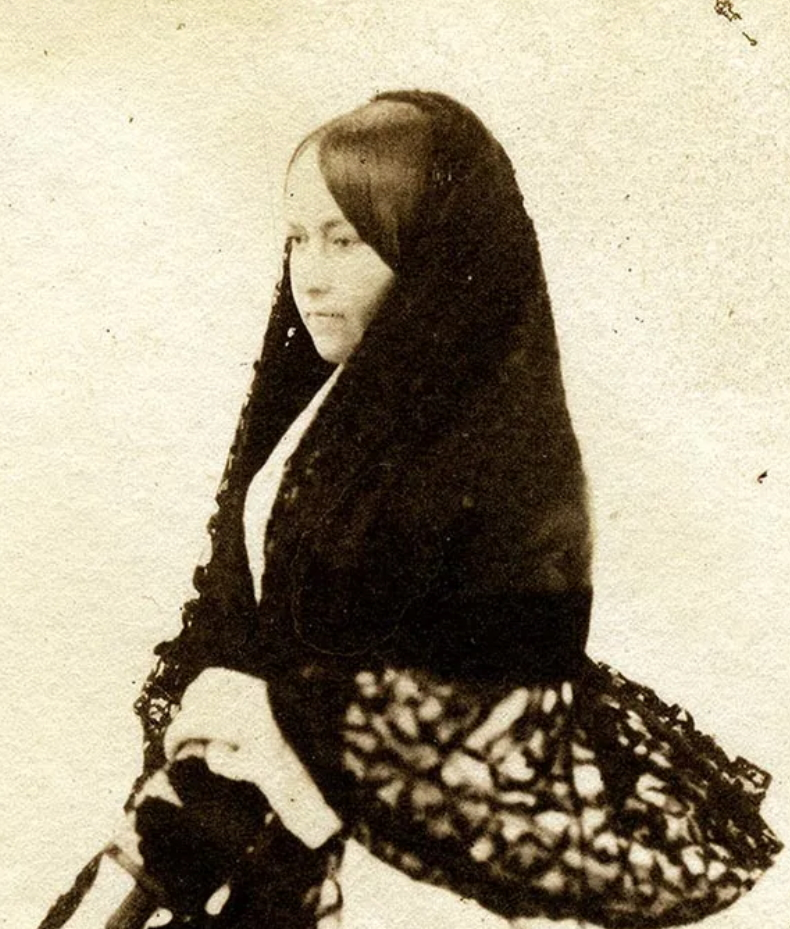
Louisa King-Tenison. Calotype réalisé à Malaga ou Séville (1851).

Après avoir pris sa retraite de l'armée, il sert ensuite comme juge de paix et Haut-shérif pour le comté de Leitrim, le comté de Roscommon et le comté de Sligo, et devient plus tard Lord-lieutenant pour Roscommon et Sligo.
En 1838, il épouse l'écrivaine et artiste voyageuse Louisa Mary Anne Anson, fille de Thomas Anson (1er comte de Lichfield) et de Louisa Catherine Philips,,. Ensemble, ils ont deux enfants : Louisa Frances Mary (morte en 1868) et Florence Margaret Christine Tenison (1845-1907).

## Photographie
Dans les années 1840, il se lance dans la photographie, en commençant par les daguerréotypes et les négatifs papier, après avoir reçu une licence accordée par l'ancien député de Chippenham William Henry Fox Talbot.

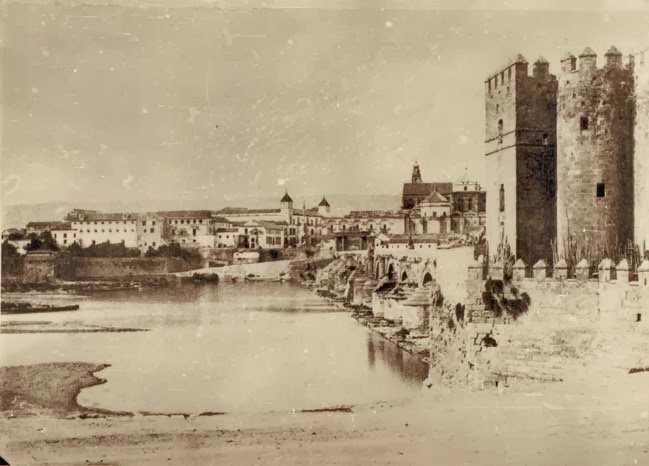
Photo de King-Tenison de Cordoue en Espagne, prise en 1852

Entre 1850 et 1852, Tenison et sa femme voyagent en Espagne pour leurs œuvres d'art où, en tant qu'adepte précoce du processus photographique du calotype, il éveille la méfiance et la curiosité en raison de son équipement encombrant et de son travail en plein air. L'œuvre est ensuite publiée sous le titre Mémoires d'Espagne en 1854, tandis que les 50 lithographies de sa femme sont publiées dans Castille et Andalousie en 1853.

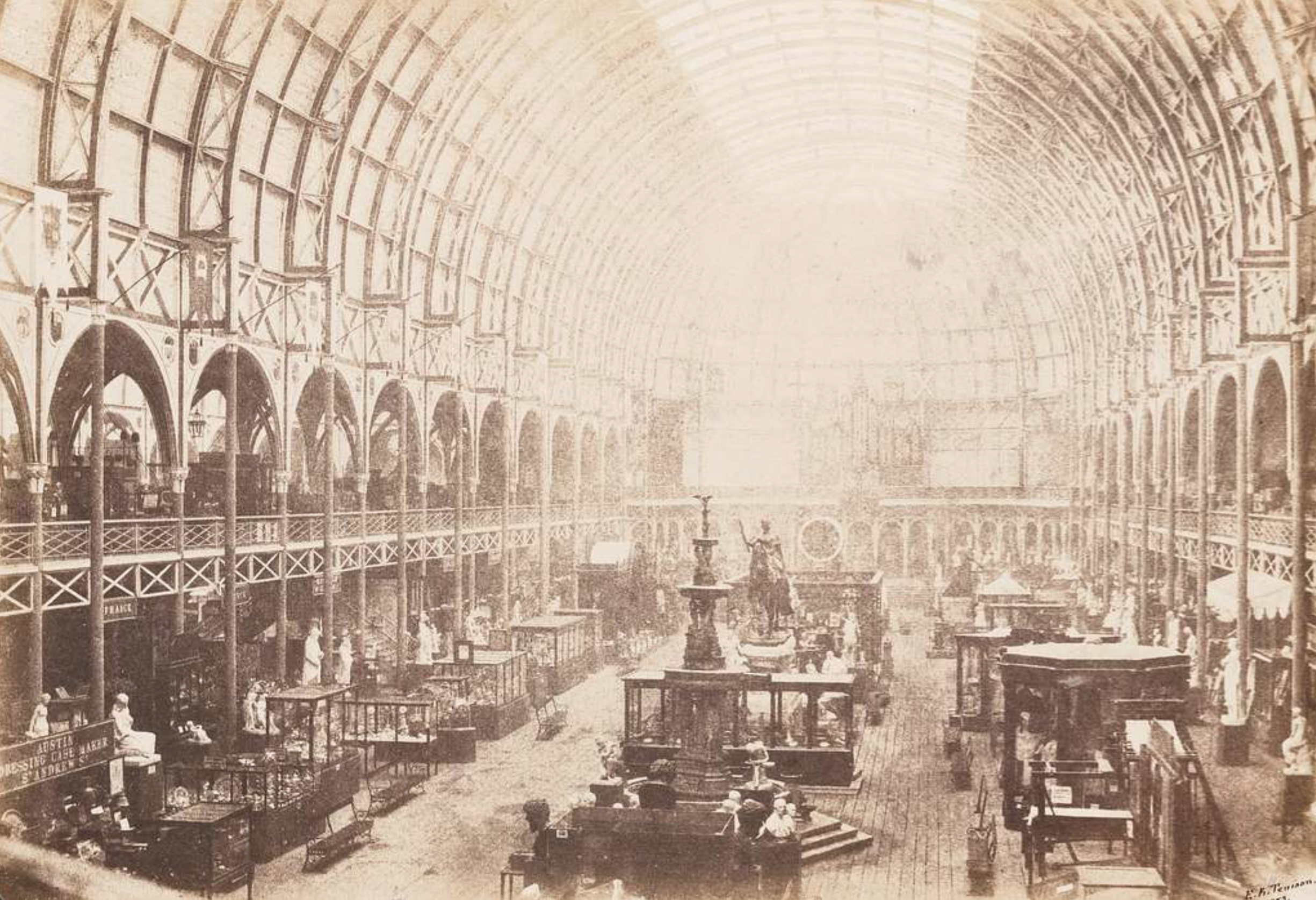
La Grande exposition industrielle de Dublin. Tirage sur papier salé (1853), National Gallery of Art, Washington D.C., États-Unis.

En 1853, il rejoint la Royal Photographic Society et expose pour la première fois son travail à la Grande exposition industrielle de 1853 de Dublin. L'année suivante, il participe à la fondation de la Dublin Photographic Society.
D'autres œuvres de lui sont ensuite exposées à Londres entre 1854 et 1855, notamment des photos prises à l'aide de procédés de calotype et de papier ciré en Espagne, en Belgique et en Normandie . Il voyage en Algérie, avant de terminer sa carrière en prenant des photos dans son pays d'origine, l'Irlande.
Un album de son travail, des calotypes et des photos au sel d'Irlande prises en 1858, est maintenant conservé aux Archives photographiques nationales de Dublin, tandis que d'autres travaux sont conservés dans des collections privées. En 1999, un album est vendu chez Christie's pour plus de 10 000 $.

## Carrière politique
Tenison se présente pour la première fois aux élections en 1830 à Roscommon, mais sans succès. Il est ensuite élu député de Leitrim en 1847 - se présentant sur la liberté civile et religieuse, s'opposant aux mesures anti-catholiques - mais ne se représente pas aux élections générales en 1852. King-Tenison se représente à nouveau en 1857 ainsi qu'en 1859 pour Roscommon, mais sans succès à chaque fois. Il se présente également à une élection partielle dans l'arrondissement de Sligo en 1860, mais se retire de la course après avoir refusé d'offrir des pots-de-vin aux électeurs libéraux. Sa dernière tentative parlementaire en 1865, à Leitrim, échoue également.
Tenison est décédé au Château Kilronan en juin 1878, tandis que sa femme est décédée à Trieste, en septembre 1882.